# Johann Lange (Theologe)
Johann Lange, auch Johannes Lang und Variationen dazu (* um 1487 in Erfurt; † 2. April 1548 ebenda), war ein deutscher Theologe, Humanist und Reformator.

## Leben
1500 immatrikulierte sich Lange an der Universität Erfurt. Bei dem Humanisten Nikolaus Marschalk erlernte er nicht nur die Elemente des Griechischen, sondern eignete sich auch eine gute Allgemeinbildung an. Bald darauf bekam er Kontakt mit dem Humanistenkreis, der sich um Mutianus Rufus sammelte. Dies hielt ihn jedoch nicht davon zurück, 1506 die klösterliche Stille zu suchen. Im Erfurter Augustinerkloster kam er mit Martin Luther zusammen, als dieser 1509 von Wittenberg zurückkehrte. Als Luther 1511 wieder nach Wittenberg ging, folgte er ihm bald. Im Wittenberger Konvent traf er Wenzeslaus Linck, Heinrich von Zütphen, Johann Westermann und Tilemann Schnabel.
Nachdem er dort Magister artium geworden war, bekam er an der Universität Wittenberg 1512 die Lektur der Moralphilosophie, die er mit großem Erfolg wahrnahm. Nun begann er ernsthaft, sich mit theologischen Fragen zu befassen. 1515 promovierte er zum Baccalaureus biblicus und Luther führte ihn 1516 als Prior seines alten Erfurter Klosters ein. Er unterstützte ihn auch weiter brieflich ständig in seinem Amt. Lange begleitete ihn zur Heidelberger Disputation. Selbst blieb er weiterhin Humanist, hielt auch gute humanistische Vorlesungen und erhielt 1519 den theologischen Doktorgrad, nachdem er ein Jahr zuvor an Luthers Stelle Distriktsvikar geworden war.
Die Leipziger Disputation sah ihn an der Seite Luthers. Er erreichte es auch, dass die Universität Erfurt es ablehnte, Herzog Georg zuzustimmen und Luther zu verurteilen. Nach dem Erfurter Pfaffenstürmen war seine Stellung in der Stadt schwierig geworden. Die Gegner forderten seine Entfernung von der Universität. Jedoch ließ er sich nicht davon abbringen, reformatorische Schriften zu verbreiten. In dieser Zeit entstand seine deutsche Übersetzung des Matthäus-Evangeliums. 1522 verließ er das Kloster.
Der Kampf mit den katholischen Kräften wurde immer heftiger. In dieser Lage griff Johann Eberlin von Günzburg mit seinen Volkspredigten ein. Als Lang 1524 eine reiche Witwe heiratete, gab er seinen Gegnern erneut Stoff zu persönlichen Angriffen, erst recht 1528, als er die zweite Ehe einging. Während dieser Zeit, da sich die Reformation in Erfurt durchgesetzt hatte, verfasste er 1525 in Erfurt eine einheitliche Gottesdienstordnung und überwand die Nachwirkungen des deutschen Bauernkrieges. Nach 1526 hatte der Rat von Erfurt die Sorge, sein Lehnsherr Albrecht von Brandenburg könne eingreifen, und gab weithin der katholischen Reaktion nach. Lange hatte als Senior der evangelischen Kirche einen schweren Stand. Unterstützt wurde er ständig von den Wittenberger Reformatoren, wie auch von Friedrich Myconius.
Auf dem Konvent in Schmalkalden 1537 unterschrieb er die Schmalkaldischen Artikel.
Nach dem Tod Luthers und Links wurde sein Leben immer einsamer. In seinen letzten Lebensjahren gab er einen neuen kleinen Katechismus heraus, den er um die »Christlichen Fragestücke« vermehrte. Wenn auch seine Heimatstadt ihn so viel Missgunst und Hass hatte ertragen lassen und ihn nie zu voller Auswirkung seiner Gaben kommen ließ, so hat er doch unter den Reformatoren seinen festen Platz durch die Einführung der Reformation in Erfurt und ihren Einzug in die Universität. Hier hat er mit fester Hand die Bewegung geleitet und sie in gesunden Bahnen gehalten, so dass sie sich in Erfurt behaupten konnte.

## Werke
- Das heilige Euangelium Matthei aus Kriechsersprach / vn bisweilen aus des hochgelerte hern Erasmi vo Roterdam translacion durch den wirdigen doctore Johane Langiu vo Erffurt Augustiner ordes yns deutsch gebracht / wilches tzu gotlicher ere beschirmug der warheit / vn de warhafftige christen / nutz vnd selicheit yres lebens tzu besserung geschehen ist. Ano M.D. xxi (1521).
- kleinen Katechismus.